# Steinach (Schussen)
Die Steinach ist ein 19,257 km langer Bach, der größtenteils auf dem Gebiet von Bad Waldsee verläuft.

## Namen
Der Fluss Steinach trägt denselben Namen wie der gleichnamige Stadtteil Steinach von Bad Waldsee, durch den er fließt. Lokal sind jedoch auch weitere Bezeichnungen für verschiedene Flussabschnitte gebräuchlich.Der Teil der Steinach, der bis zum Stadtsee fließt, ist in der lokalen Bevölkerung auch unter dem Namen Urbach bekannt. Im amtlichen Gewässernetz hingegen trägt der Name Urbach offiziell nur ein etwa 969 Meter langer Seitenbach im Kurgebiet von Bad Waldsee, der von der Steinach abzweigt und kurz vor der Wurzacher Straße wieder in diese mündet. Somit existiert eine lokale Namenskonvention für den Oberlauf der Steinach, die sich von der offiziellen, auf einen kleineren Zufluss beschränkten Namensgebung im amtlichen Verzeichnis unterscheidet.
Ein weiterer lokaler Name existiert für den Abschnitt der Steinach zwischen dem Stadtsee und dem Schloßsee: Hier wird der Bach von den Einheimischen auch als Pfaffenbach bezeichnet. Diese inoffizielle Bezeichnung ist im amtlichen Gewässernetz jedoch nicht verzeichnet.
Die Zuflüsse NN-PS7 und NN-ZT1 sowie zwölf kleinere Seen im Bereich des Riedbachs – darunter der künstliche See NN-ABJ und die Seen NN-HHF, NN-MSC, NN-WXT, NN-FWW, NN-RMJ, NN-HYB, NN-GKX, NN-AUZ, NN-LQH, NN-JMZ und NN-YZ – besitzen keine offiziellen Eigennamen, sondern werden lediglich mit technischen Bezeichnungen aus der amtlichen Gewässerkarte geführt.

## Geographie

### Verlauf
Die Steinach entspringt östlich der Landesstraße L 316 zwischen Alttann und Wolfegg auf der Gemarkung Wolfegg. Ihr Lauf folgt zunächst mit etwas Abstand der L 316 entlang und passiert die Ortschaften Gaishaus, Engetweiler und Roßberg bis Oberurbach. Hinter Oberurbach wendet sie sich leicht nach Osten und verläuft entlang der Kreisstraße K 7936 und der Hauptstraße durch Mittelurbach und Unterurbach. In Bad Waldsee fließt sie unmittelbar am Elisabethenbad, der Waldsee-Therme und dem Mayenbad vorbei und mündet wenige Meter südlich des Freibads in den Stadtsee. Aus dem Stadtsee tritt die Steinach an der Brücke am Seeufer zwischen Schwanenberg und Klosterhof wieder hervor. Ihr weiterer Verlauf führt am Fasnetsmuseum und am Öhlmühlenmuseum vorbei und in einem Südbogen um das Wasserschloss Bad Waldsee herum in den Schloßsee. Am östlichen Ufer verlässt die Steinach den Schloßsee und fließt durch den Ortsteil Steinach, entlang dessen Rand und am südlichen Rand der Schrebergärten vorbei. Sie passiert den nördlichen Rand der Kläranlage Bad Waldsee im Herrschaftsried und begrenzt östlich den Flugplatz Reute. Weiter fließt die Steinach durch Obermöllenbronn, Untermöllenbronn und Tannweiler in den Eisenfurter Weiher. Vom Eisenfurter Weiher aus teilt sich der Lauf der Steinach in zwei Arme, die bis Stadel verlaufen, wo die Steinach schließlich in die Umlach mündet.

### Einzugsgebiet
Das Einzugsgebiet der Steinach mit einer Fläche von 52,271 Quadratkilometern liegt auf den Gemarkungen von Eintürnen, Wolfegg, Bergatreute, Mittelurbach, Bad Waldsee, Gaisbeuren, Reute, Tannhausen und Zollenreute.

### Zuflüsse
| \| Legende \| \| \| \| \| \| \| \| \| \| \| \| \| \| \| Mühlgraben Furtmühle \| \| \| \| \| \| \| \| \| \| \| \| Urbach \| \| \| \| \| \| \| \| \| \| Stadtsee \| \| \| \| \| \| Pfaffenbach \| \| \| \| \| \| Schloßsee \| \| \| \| \| \| \| \| NN-PS7 \| \| \| \| \| \| Heurenbach \| \| \| \| \| \| Riedgraben \| \| \| \| Riedbach \| \| \| \| \| \| \| \| Kammermoosgraben \| \| \| \| \| \| Kraftwerkskanal T 191 Steinach \| \| \| \| T 191 \| \| \| \| \| \| \| \| \| \| \| Schussen \| \| \| \| \| |             |  |                                |  |
| Legende |             |  |                                |  |
| |             |  |                                |  |
| |             |  | Mühlgraben Furtmühle           |  |
| |             |  |                                |  |
| |             |  | Urbach                         |  |
| |             |  |                                |  |
| | Stadtsee    |  |                                |  |
| | Pfaffenbach |  |                                |  |
| | Schloßsee   |  |                                |  |
| |             |  | NN-PS7                         |  |
| |             |  | Heurenbach                     |  |
| |             |  | Riedgraben                     |  |
| | Riedbach    |  |                                |  |
| |             |  | Kammermoosgraben               |  |
| |             |  | Kraftwerkskanal T 191 Steinach |  |
| | T 191       |  |                                |  |
| |             |  |                                |  |
| Schussen |             |  |                                |  |

- Der Urbach ist ein 969 Meter langer Bach, der vollständig im Stadtgebiet von Bad Waldsee verläuft. Er ist der Bach, der unmittelbar am Elisabethenbad, der Waldsee-Therme und dem Mayenbad vorbeifließt. Er zweigt im Kurgebiet von Bad Waldsee direkt von der Steinach ab und mündet kurz vor der Wurzacher Straße wieder in den Hauptlauf der Steinach. Dieser Bach trägt den amtlichen Namen Urbach.[Flussverlauf 3]

- Der NN-PS7 ist ein 308 Meter langer Bach. Seine Quelle befindet sich am Transformatorturm direkt nach Bad Waldsee an der Straße nach Reute. Er mündet zwischen den Fluren Unteres Ried und An der Ach in die Steinach.[Flussverlauf 4]

- Der Heurenbach entspringt am Ostrand des Weilers Heurenbach. Er ist 2,023 Kilometer lang und mündet auf der Flur Herrschaftsried in die Steinach.[Flussverlauf 5]

- Der Riedgraben entspringt an der nordwestlichen Ecke des Industriegebiets Gaisbeuren. Er ist 2,495 Kilometer lang und mündet etwa 600 Meter vor Oberöllenbronn in die Steinach.[Flussverlauf 6]

- Der NN-ZT1 ist ein 505 Meter langer Bach. Seine Quelle liegt an der Südecke der Flur Kleine Riedwiesen. Er mündet an der Südecke des Parkplatzes vom Flughafen Reute in die Steinach und ist somit ein Zufluss des Riedgrabens.[Flussverlauf 7]

- Der Riedbach ist ein 8,047 Kilometer langer Bach. Seine Quelle liegt westlich von Reichertshaus. Er fließt westlich am Industriegebiet Wasserstall bei Bad Waldsee und durch das Hymer-Gelände, entlang des Hägelesmooswegs und etwas östlich an Bad Waldsee vorbei. Anschließend durchquert er das Steinacher Ried und mündet kurz nach Obermöllenbronn in die Steinach.[Flussverlauf 8]

- Der Kammermoosgraben entspringt nördlich von Reute und ist 2,098 Kilometer lang. Er mündet kurz nach Obermöllenbronn in die Steinach.[Flussverlauf 9] Interessanterweise fließt er unmittelbar am Fundort des bedeutenden Dolchs von Reute vorbei, einem archäologischen Fundstück der Pfyn-Altheimer Kultur (um 3650 v. Chr.).[4]

### Mühlkanäle und Kraftwerkskanäle
Der Mühlgraben Furtmühle ist ein 704 Meter langer Graben. Er zweigt kurz vor dem Ort Furt etwas Wasser von der Steinach ab und mündet kurz nach Furt wieder in die Steinach.
Der Kraftwerkskanal T 191 Steinach ist ein 888 Meter langer Kanal. Er zweigt nicht direkt von der Steinach ab, sondern besitzt einen eigenen Abfluss aus dem Eisenfurter Weiher und vereinigt sich direkt hinter dem Wasserkraftwerk T 191 wieder mit der Steinach.

### Seen

#### Stadtsee
Der Stadtsee gilt neben der historischen Altstadt als Wahrzeichen von Bad Waldsee. Er liegt zentral in der Stadt und der Uferrundweg ist ein beliebter Spaziergang sowohl für Einheimische als auch für Besucher. Mit einer Wasserfläche von 14 Hektar und einem Einzugsgebiet von 11.975 Hektar erreicht er eine maximale Tiefe von 10,7 Metern und eine mittlere Tiefe von 6,7 Metern, was einem Gesamtvolumen von 939.600 Kubikmetern entspricht.
Der Hauptzulauf erfolgt über die Steinach. Der Ablauf des Sees speist ebenfalls die Steinach, die über den Schloßsee und die Schussen in den Bodensee entwässert.
Der See dient dem städtischen Freibad als Badesee. Zudem sind ein Bootsverleih vorhanden und der städtische Ruderverein nutzt ihn als Trainingsgewässer.
Der Stadtsee entstand gegen Ende der letzten Eiszeit vor etwa 16.000 Jahren. Er ist im Besitz der Stadt Bad Waldsee. Gepachtet und für die Angelfischerei bewirtschaftet wird er vom Fischereiverein Bad Waldsee. Hydrologisch ist der See geschichtet.
Im Jahr 1993 wurden folgende Fischarten nachgewiesen: Rotauge, Ukelei, Rotfeder, Aal, Zander, Hecht, Brachse, Barsch, Karpfen und Wels. Im Jahr 2000 kamen Schleie, Döbel und Moderlieschen hinzu.
Im Jahr 2022 wurden im See folgende Wasserpflanzenarten dokumentiert: Gelbe Teichrose (Nuphar lutea), Ähriges Tausendblatt (Myriophyllum spicatum), Krauses Laichkraut (Potamogeton crispus), eine Zuchtform der Seerose (Nymphea sp.) und Wasser-Knöterich (Polygonum amphibium).

#### Schloßsee
Der Schloßsee liegt ebenfalls mitten in Bad Waldsee, ist jedoch touristisch kaum erschlossen, da es nur wenige öffentliche Zugänge zum Ufer gibt. Dieser natürliche See entstand gegen Ende der letzten Eiszeit vor etwa 16.000 Jahren. Er hat eine Wasserfläche von 5,3 Hektar bei einem Einzugsgebiet von 2.086 Hektar. Die maximale Tiefe beträgt 6,5 Meter, die mittlere Tiefe 3,1 Meter und das Volumen 163.000 Kubikmeter.
Der Hauptzulauf erfolgt über die Steinach (mit einem Zufluss von 255 l/sec aus dem Stadtsee, der oft als Pfaffenbach bezeichnet wird), während der Ablauf ebenfalls über die Steinach und den Eisenfurter Weiher in die Schussen führt.
Der Schloßsee ist im Besitz des fürstlichen Hauses Waldburg-Wolfegg und wird vom Fischereiverein Bad Waldsee für die Angelfischerei bewirtschaftet.
Er beheimatet eine vielfältige Fischpopulation, darunter Rotauge, Brachse, Ukelei, Aal, Hecht, Rotfeder, Barsch, Karpfen, Schleie und Wels, sowie in manchen Jahren auch Zander und Döbel.
Der See ist als Biotop geschützt und wird im Seenprogramm seit 1989 geführt. Im Jahr 2022 wurden folgende Wasserpflanzenarten nachgewiesen: Gelbe Teichrose (Nuphar lutea), Nutalls Wasserpest (Elodea nutallii), Tannenwedel (Hippuris vulgaris) und Wasserstern (Callitiche palustris). Eine frühere Erfassung im Jahr 2016 dokumentierte zusätzlich die Weiße Seerose (Nymphea alba), Krauses Laichkraut (Potamogeton crispus), Ähriges Tausendblatt (Myriophyllum spicatum), Kanadische Wasserpest (Elodea canadensis), Haarblättriger Hahnenfuß (Ranunculus trichophyllus) und Kleine Wasserlinse (Lemna minor).

#### Eisenfurter Weiher
Der Eisenfurter Weiher hat eine Fläche von 1,3047 Hektar und liegt bei Eisenfurt direkt an der Straße, die Aulendorf und Reute verbindet.
Der Eisenfurter Weiher wurde 2019/2020 aufwendig entschlammt. Statt Ausbaggern kam ein Nassbagger zum Einsatz, um Schlammeintrag in die Steinach zu verhindern. Ein Saugboot entfernte rund 9000 Tonnen PAK- und arsenbelasteten Schlamm, der oberhalb des Weihers getrennt und abtransportiert wurde. Die Kosten trug größtenteils die Stadt Bad Waldsee. Neben Schlamm wurden auch Müll und sogar ein Fahrrad geborgen. Ziel war die Erhaltung des Weihers als Lebensraum und für die Wasserkraftnutzung.

#### Seen am Riedbach
Im Bereich des Riedbachs liegen zwölf kleinere Seen, die in diesen entwässern. Da sie keine etablierten Eigennamen besitzen, führen sie amtliche Bezeichnungen, die Seen sind relativ unbekannt und in der Regel nicht öffentlich zugänglich.
- NN-ABJ: Fläche: 0,274 ha, künstlicher See
- NN-HHF: Fläche: 1,4297 ha
- NN-MSC: Fläche: 1,0294 ha
- NN-WXT: Fläche: 0,0763 ha
- NN-FWW: Fläche: 0,089 ha
- NN-RMJ: Flähe: 0,3012 ha
- NN-HYB: Fläche: 0,7986 ha
- NN-GKX: Fläche: 0,784 ha
- NN-AUZ: Fläche: 0,7695 ha
- NN-LQH: Fläche: 0,8066 ha
- NN-JMZ: Fläche: 1,3845 ha
- NN-YZ: Fläche: 2,4446 ha

## Schutzgebiete und Biotope

### Quelle bis Furt
- Das Biotop Landschaftsschutzgebiet Gaishauser Ried ist ein 112,9 Hektar großes, verordnetes Schutzgebiet im Landkreis Ravensburg. Es erstreckt sich über die Gemeinden Bergatreute (ca. 44 %) und Wolfegg (ca. 56 %) im Oberschwäbischen Hügelland und wurde am 4. März 1969 unter Schutz gestellt.[6]
- Das Biotop Feuchtgebiete um den Weiher Engetweiler sind ein etwa 4,5 Hektar großer Schutzkomplex bei Bergatreute und Wolfegg. Dieses Gebiet umfasst eine Vielfalt an Feuchtbiotopen wie Bruchwälder, Auwälder, Röhrichte und Nasswiesen, die eng miteinander verzahnt sind. Es beherbergt sowohl gewässerbegleitende Gehölze als auch ehemals als Streuwiese genutzte Bereiche und Sumpfseggenriede in Waldrandlage.[Schutzgebiete 1]
- Das Biotop Feuchtwald SO Engetweiler ist ein kleiner (0,4 ha), geschützter Sumpfwald bei Bergatreute, geprägt von einem jungen Erlenbestand mit Schilf und Sumpfsegge im Unterwuchs.[Schutzgebiete 2]
- Das Biotop Feuchtgebietsflächen ums Gaishauser Ried bei Wolfegg umfassen 4,6 Hektar vielfältiger Offenland-Feuchtbiotope, die als Moore, Sümpfe, Streuwiesen, Röhrichte, Nasswiesen und Feldgehölze geschützt sind. Dieses Gebiet bildet einen wertvollen Komplex unterschiedlicher Vegetationstypen, darunter Nasswiesen, Streuwiesen, Sümpfe, Röhrichte und Gebüsche, die eine wichtige Pufferzone für die Kernbereiche des Gaishauser Rieds darstellen. Die Flächen weisen unterschiedliche Nutzungsintensitäten und Entwicklungsstadien auf, was zu einer abwechslungsreichen Biotopstruktur führt.[Schutzgebiete 3]
- Das Biotop Feuchtgebiet bei Gaishauer Ried ist ein 1,2 Hektar großes Areal nahe Wolfegg, das sich entlang der Steinach erstreckt und durch Sickerquellen geprägt ist. Es umfasst geschützte Biotoptypen wie Auwälder, Röhrichte, seggenreiche Nasswiesen und Quellbereiche sowie Feldhecken und -gehölze. Das Gebiet dient als Pufferzone zum Gaishauser Ried und beherbergt vielfältige Feuchtbiotopstrukturen.[Schutzgebiete 4]
- Das Biotop Torfstichgebiet Gaishauser Ried bei Wolfegg ist ein 7,3 Hektar großes, durch Torfabbau entstandenes Feuchtbiotopmosaik, das vielfältige geschützte Lebensräume wie Moore, Sümpfe und Bruchwälder aufweist. Es beherbergt eine reich strukturierte Vegetation mit Gebüschen, Wäldern, Röhrichten und kleinen Stillgewässern und ist Teil des Landschaftsschutzgebiets „Gaishauser Ried“.[Schutzgebiete 5]
- Das Biotop Feuchtgebiet S Engetweiler (181244360035) ist ein 2,8903 Hektar großes, geschütztes Mosaik aus Mooren, Röhrichten, Nasswiesen und Feldgehölzen entlang der Steinach mit Baumhecken, Seggenrieden, Schilfröhrichten und Feuchtgebüschen.[Schutzgebiete 6]
- Der Feuchtwald SO Engetweiler ist ein 0,4332 Hektar großer Gehölzstreifen mit jungem Erlenbestand und Schilf- sowie Sumpfseggen-reicher Krautschicht, begrenzt von Fichtenbestand und Gräben mit Grauweiden und Fichten.[Schutzgebiete 7]
- Die Feuchtgebiete am Weiher Engetweiler, ein etwa 4,5 Hektar großes Areal, bestehen aus vielfältigen Biotopen: Im Osten finden sich Nasswiese, Schilfröhricht und Erlenbruchwald entlang eines Grabens; der Westteil umfasst Auwald, Erlenbruchwald, Schilfröhricht und Nasswiese; zudem gibt es ein separates Schilfröhricht auf einem ehemaligen Torfstich.[Schutzgebiete 8]

### Furt bis Bad Waldsee
- Der Weiher bei Furt, mit einer Fläche von 3,4193 Hektar und zwei Teilflächen, zeigte 1997 in Teilfläche a ein teilweise eutrophes Schilfröhricht mit baumreichem Feuchtgebüsch auf abgelassenem Weihergrund. Teilfläche b umfasste ein Sumpfseggenried an einem sickerquelligen Hang, das in einen verschilften Bereich und etwas Schilfröhricht überging, gefolgt von einer seggenreichen, basenarmen Nasswiese, die teilweise brach lag und bis zum Urbach reichte, welcher südlich von einem eutrophen Auwaldstreifen gesäumt wurde. Östlich und westlich des Urbachs waren mit Feuchtgebüsch und Bäumen durchsetzte Schilfröhrichte vorhanden, und im Südwesten deutete ein Schlankseggenried auf die frühere extensive Nutzung hin. Der 1980 abgelassene Weiher war der Sukzession überlassen worden, und die Eingrabung des Urbachs wurde naturschutzfachlich kritisiert.[Schutzgebiete 9]
- Das Biotop Feldhecke N Poppenhaus und Feldgehölze in Furtmühle erstreckt sich über 0,3455 Hektar und umfasst von Eschen dominierte Gehölze entlang eines ehemaligen Mühlkanals, eine schmale, heckenartige Fläche sowie eine dichte, etwa 80 Meter lange Baumhecke nördlich von Poppenhaus mit mächtigen Eschen und Eiche.[Schutzgebiete 10]
- Das Feuchtgebiet S Oberurbach, mit einer Fläche von 0,058 Hektar, erstreckt sich als schmaler Streifen entlang des Urbachs und gliedert sich in eine südliche Nasswiese sowie ein Rohrglanzgras-Röhricht. Die Nasswiese zeichnet sich durch Wolliges Honiggras, Sumpf-Dotterblume und Sumpf-Vergissmeinnicht aus, während das Rohrglanzgras-Röhricht eine heterogene Struktur mit sowohl dichten als auch lockeren Bereichen aufweist, die stellenweise Schlank-Segge und Nasswiesenarten wie Flecht-Straussgras beherbergen.[Schutzgebiete 11]
- Die Nasswiese nordöstlich von Volkertshaus, mit einer Fläche von 0,3453 Hektar, liegt direkt an der Steinach und zeichnet sich durch einen flutrasenartigen und sehr heterogenen Charakter aus. Flutrasenarten wie Flecht-Straussgras, Knick-Fuchsschwanz, Kriechender Hahnenfuss und Sumpf-Binse dominieren in wechselnden Anteilen oder bilden stellenweise fast reine Bestände. Schlankseggenreiche Bereiche stellen Übergänge zu Schlankseggen-Rieden dar, während die Kennarten Sumpf-Vergissmeinnicht und Wasser-Greiskraut durchgehend recht zahlreich vorkommen.[Schutzgebiete 12]
- Die Feldhecken S Mittelurbach erstrecken sich über eine Fläche von 0,334 Hektar und umfassen sechs Feldhecken, die ausnahmslos in Nord-Süd-Richtung verlaufen. Die östlichste Hecke wächst auf der Böschung oberhalb der Steinach und wird im oberen Bereich von Hasel dominiert, während bachnah Sal-Weide, Schlehe und Zitter-Pappel vorherrschen, begleitet von Holunder, Heckenkirsche und Weissdorn sowie einer feuchtigkeitsliebenden Krautschicht. Die zweite östliche Hecke ist eine hochwüchsige Baumhecke mit hohem Hartriegel- und Eschenanteil. Westlich davon bilden dichte Eschen-Stockausschläge zwei weitere Hecken. Die übrigen zwei Hecken (e und f) bestehen ebenfalls vorwiegend aus Eschen-Stockausschlägen und sind abschnittsweise niedrigwüchsig.[Schutzgebiete 13]
- Der Magerrasen entlang der Bahnlinie nördlich von Unterurbach erstreckt sich über 0,4258 Hektar und besteht aus zwei Teilflächen auf einer west- bzw. ostexponierten Bahnböschung. Trotz der unterschiedlichen Ausrichtung weisen beide Bereiche eine ähnliche Vegetation auf, dominiert von der Fieder-Zwenke, während die Kennarten Kleine Bibernelle und Zypressen-Wolfsmilch überwiegend zahlreich vertreten sind. Beide Teilflächen zeigen Anzeichen starker Ruderalisierung, vermutlich infolge von Auto-Eutrophierung.[Schutzgebiete 14]

### Bad Waldsee bis Tannweiler
- Die Feldhecke im Kurgebiet S Bad Waldsee umfasst eine Fläche von 0,0165 Hektar.[Schutzgebiete 15]
- Der Biotop Schlossee in Bad Waldsee umfasst eine Fläche von 1,0717 Hektar und repräsentiert die Verlandungsvegetation im Südteil des Schloßsees, dessen Gesamtfläche 5,3 Hektar beträgt. Die Schwimmblattvegetation der Gelben Teichrose dominiert, gefolgt von Schilfröhrichten und einem kleinen Sumpfseggen-Ried.[Schutzgebiete 16]
- Die Feuchtbrachen im Wiesental s.w. Steinach erstrecken sich über 0,867 Hektar und bestehen aus zwei Teilflächen, in denen sich Gebüsch feuchter Standorte, Schilf- bzw. Rohrglanzgras-Röhricht und Hochstaudenflur abwechseln. Die westliche Teilfläche wird von Grau-Weiden-Gebüsch mit Brennessel-reicher Krautschicht, Schilfröhricht mit Wunderseggen und kleinflächigen Rohrglanzgras-Röhrichten mit Hochstauden bzw. Wunder-Seggen-Übergängen geprägt. Die östliche Teilfläche umfasst ein Rohrglanzgras-Röhricht mit Hochstauden, eine Hochstaudenflur mit Gemeinem Gilb-Weiderich und ein meist niedriges Gebüsch feuchter Standorte mit verschiedenen Weidenarten und stellenweise dominierender Brennessel.[Schutzgebiete 17]
- Die Nasswiese südlich von Untermöllenbronn umfasst eine Fläche von 0,4798 Hektar.[Schutzgebiete 18]
- Das Landschaftsschutzgebiet Steinacher Ried ist ein 506,5 Hektar großes, verordnetes Schutzgebiet im Landkreis Ravensburg. Es umfasst Flächen der Gemeinden Aulendorf (ca. 51 %) und Bad Waldsee (ca. 49 %) im Oberschwäbischen Hügelland und wurde am 14. Februar 1970 zum Landschaftsschutzgebiet erklärt.[Schutzgebiete 19]

### Ab Tannweiler
- Das Biotop Steinach W Tannweiler ist ein geschützter, etwa 0,68 Hektar großer Abschnitt eines naturnahen Mittelgebirgsbachs westlich von Tannweiler. Der 3–6 Meter breite, schnell fließende Bachlauf mit steinig-kiesiger Sohle schlängelt sich durch ein schmales Waldstück. Die Ufer weisen Prall- und Gleithänge auf, begleitet von Eschen, Bergahorn und Erlen. Lokal gibt es trübes Wasser sowie Geruchs- und Schaumbildung. Der westliche Rand grenzt an ein Feuchtgebiet. Teilweise ist ein schmaler Erlen-Eschen-Auwald ausgebildet[Schutzgebiete 20]
- Das Biotop Teiche W Tannweiler sind mehrere, insgesamt etwa 0,37 Hektar große Kleingewässer westlich von Tannweiler, die auf einer quelligen Hangverebnung liegen und teilweise als Fischteiche genutzt werden. Das Schutzgebiet umfasst Tümpel, flache Teiche mit klarem Wasser (teilweise mit Wasserlinsen bedeckt) sowie Verlandungsbereiche mit Röhricht und Seggen. Die Ufer sind teilweise beschattet von Eschen und Grauerlen, und es finden sich auch quellnasse Bereiche mit typischer Vegetation.[Schutzgebiete 21]
- Hecke östl. Eisenfurt Fläche	0,0277 ha
- Das Biotop Steinach W Eisenfurt ist ein geschützter, etwa 0,44 Hektar großer Abschnitt eines naturnahen Bergbachs westlich von Eisenfurt. Er schlängelt sich durch ein kleines Waldstück mit steinig-kiesigem Bett und Ufervegetation, wobei der Wasserstand im Nordosten durch Entnahme beeinflusst wird.[Schutzgebiete 22]
- Das Biotop Quellbereiche W Eisenfurt sind mehrere, etwa 0,13 Hektar große Quellaustritte am Oberhang westlich von Eisenfurt, die nach dem Bundesnaturschutzgesetz geschützt sind. Im Kernbereich weisen sie Versinterungen und Moosbewuchs auf, randlich findet sich Riesenschachtelhalm. Der Bereich ist licht beschattet von Esche, Hasel und Bergahorn. Eine alte, verfallene Brunnenfassung ist vorhanden.[Schutzgebiete 23]
- Das Biotop Talaue der Steinach w. Tannweiler, ein 0,6856 Hektar großes Biotop, ist ein naturnaher Bachabschnitt mit Mäandern und Auwald aus Eschen, Eichen und Erlen, dessen Strauchschicht aus Weiden, Hasel und Kirschen besteht und dessen Saum von Hopfen und Wald-Rebe geprägt ist. Am Laufrichtungswechsel findet sich eine kurze gehölzfreie Zone.[Schutzgebiete 24]

### Am Riedbach
- Das flächenhafte Naturdenkmal Hägelemoos ist ein 4,9 Hektar großes, verordnetes Schutzgebiet, das vollständig auf der Gemarkung von Bad Waldsee im Landkreis Ravensburg liegt. Es befindet sich im Oberschwäbischen Hügelland und wurde am 30. Januar 1992 als Naturdenkmal ausgewiesen.[Schutzgebiete 25]
- Das Biotope Ehemaligen Torfstichwälder im Steinacher Ried bei Bad Waldsee umfassen etwa 13,8 Hektar strukturreicher Waldbestände, die sich auf entwässerten oder abgetorften ehemaligen Torfstichflächen entwickelt haben. Ältere Mischbestände aus Fichte, Kiefer, Birke und Faulbaum prägen das Gebiet mit stufiger Struktur und Totholz. Die Krautschicht weist sowohl Säure- als auch Feuchtezeiger auf. In den alten Torfstichen finden sich Kleingewässer mit Seggen und Weidengebüsch, während Gräben Wasserstern und Rohrkolben beherbergen.[Schutzgebiete 26]
- Das Biotop Torfstichwald Steinacher Ried ist ein etwa 22,2 Hektar großes, geschütztes Gebiet bei Bad Waldsee, das sich auf ehemaligen Torfabbauflächen entwickelt hat. Es präsentiert sich als Sukzessionswald, dominiert von Fichten, mit Beimischungen von Kiefern, Birken, Erlen, Espen und Faulbäumen. Das Gebiet ist durch ein Mosaik temporärer Wasserflächen, Kleintümpel und unterschiedlicher Feuchtigkeitszonen geprägt, mit offenen Bereichen mit Pfeifengras und Zwergsträuchern sowie kleinflächigen Feuchtgebüschen und Seggenrieden an den Gewässern. Es ist Teil des Feuchtgebiets Nr. 1063 und war als NSG „Steinacher Ried“ vorgeschlagen.[Schutzgebiete 27]
- Das Biotop Hochmoor-Reste Oberes Ried ist ein etwa 8,3 Hektar großes, geschütztes Gebiet, das sich über die Gemeinden Aulendorf und Bad Waldsee erstreckt. Es handelt sich um verheidete Reste eines Hochmoores in einem entwässerten Bereich, der nur wenig oder gar nicht abgetorft wurde. Die Vegetation wird von Zwergsträuchern wie Heidekraut und Rauschbeere dominiert, mit lokalem Vorkommen von Moor-Wollgras und Torfmoosen. Teilweise finden sich lichte Bestände von Kiefern und Birken, die in Birken-reiche Torfstichwälder übergehen. Im nördlichen Teil grenzen dichtere Sukzessionswälder an.[Schutzgebiete 28]
- Das Biotop Fichtenwald im Oberen Ried bei Aulendorf ist ein etwa 14,7 Hektar großer, geschützter Fichtensukzessionswald auf Niedermoortorf. Der stufige Bestand weist neben Fichten auch Waldkiefern und Moorbirken auf, wobei Wüchsigkeit und Überschirmung kleinräumig variieren. Im Kernbereich finden sich Moosbeeren, ansonsten dominiert ein zwergstrauchreicher Unterwuchs mit Heidelbeeren und Torfmoosen. Der Wald wird überwiegend als Geißelmoos-Fichten-Wald, teilweise aufgrund von Moorzeigern auch als Rauschbeeren-Fichten-Wald eingeordnet. Randlich besteht eine Entwässerungstendenz durch einen tiefen Graben.[Schutzgebiete 29]

## Wirtschaftliche Nutzung

### Mühlen
Historisch prägten entlang der Steinach diverse Mühlen das Landschaftsbild und die Wirtschaft der Region. So befand sich beispielsweise die Öhlmühle in Bad Waldsee direkt am Lauf der Steinach. Auch der Name des Grabens Mühlgraben Furtmühle, von dem ein Teil des Wassers der Steinach abgeleitet wurde, deutet auf eine ehemalige Mühle an diesem Gewässer hin.

### Wasserkraft
Das Ausleitungskraftwerk T 191 an der Steinacher Ach befindet sich in Stadel, unmittelbar vor der Mündung der Steinach in die Schussen. Es nutzt eine Fallhöhe von 34,62 Metern und verfügt über eine installierte Leistung von 200 kW, wobei der mittlere Abfluss des Gewässers 0,412 m³/s beträgt (Quelle: Büro am Fluss, Potenzialstudie Bodensee/Alpenrhein).

### Flussverläufe
1. ↑  LUBW-Karte Quelle Steinach  auf: Daten- und Kartendienst der Landesanstalt für Umwelt Baden-Württemberg (LUBW) (Hinweise)
2. ↑  LUBW-Karte Mündung Steinach  auf: Daten- und Kartendienst der Landesanstalt für Umwelt Baden-Württemberg (LUBW) (Hinweise)
3. ↑  Karte: Hintergrundkarte - Daten- und Kartendienst der LUBW. Abgerufen am 13. April 2025.
4. ↑  Karte: Hintergrundkarte - Daten- und Kartendienst der LUBW. Abgerufen am 13. April 2025.
5. ↑  Karte: Hintergrundkarte - Daten- und Kartendienst der LUBW. Abgerufen am 13. April 2025.
6. ↑  Karte: Hintergrundkarte - Daten- und Kartendienst der LUBW. Abgerufen am 13. April 2025.
7. ↑  Karte: Hintergrundkarte - Daten- und Kartendienst der LUBW. Abgerufen am 13. April 2025.
8. ↑  Karte: Hintergrundkarte - Daten- und Kartendienst der LUBW. Abgerufen am 13. April 2025.
9. ↑  Karte: Hintergrundkarte - Daten- und Kartendienst der LUBW. Abgerufen am 13. April 2025.
10. ↑  Karte: Hintergrundkarte - Daten- und Kartendienst der LUBW. Abgerufen am 13. April 2025.
11. ↑  Karte: Hintergrundkarte - Daten- und Kartendienst der LUBW. Abgerufen am 13. April 2025.

### Seen
1. 1 2  Aktionsprogramm zur Sanierung oberschwäbischer Seen - Stadtsee. Abgerufen am 13. April 2025.
2. 1 2  Der Stadtsee von Bad Waldsee - Stadtentwässerung Bad Waldsee. Abgerufen am 13. April 2025.
3. 1 2  Aktionsprogramm zur Sanierung oberschwäbischer Seen - Schloßsee. Abgerufen am 13. April 2025.
4. 1 2 3  Der Schlosssee von Bad Waldsee - Stadtentwässerung Bad Waldsee. Abgerufen am 13. April 2025.
5. ↑  Paulina Stumm: Schwimmender Bagger saugt Schlamm ab. 7. Dezember 2019, abgerufen am 13. April 2025.
6. ↑  Karte: Kartenansicht - Daten- und Kartendienst der LUBW. Abgerufen am 13. April 2025.

### Schutzgebiete
1. ↑  Tabelle: Biotop Feuchtgebiete um den Weiher Engetweiler - Erhebungsbogen - Daten- und Kartendienst der LUBW. Abgerufen am 14. April 2025.
2. ↑  Tabelle: Biotop Feuchtwald SO Engetweiler - Erhebungsbogen - Daten- und Kartendienst der LUBW. Abgerufen am 14. April 2025.
3. ↑  Tabelle: Biotop Feuchtgebietsflächen ums Gaishauser Ried: außer Waldbiotope - Erhebungsbogen - Daten- und Kartendienst der LUBW. Abgerufen am 14. April 2025.
4. ↑  Tabelle: Biotop Feuchtgebiet: bei Gaishauer Ried - Erhebungsbogen - Daten- und Kartendienst der LUBW. Abgerufen am 14. April 2025.
5. ↑  Tabelle: Biotop Torfstichgebiet Gaishauser Ried - Erhebungsbogen - Daten- und Kartendienst der LUBW. Abgerufen am 14. April 2025.
6. ↑  Tabelle: Biotop Feuchtgebiet S Engetweiler - Erhebungsbogen - Daten- und Kartendienst der LUBW. Abgerufen am 8. Mai 2025.
7. ↑  Tabelle: Biotop Feuchtwald SO Engetweiler - Erhebungsbogen - Daten- und Kartendienst der LUBW. Abgerufen am 8. Mai 2025.
8. ↑  Tabelle: Biotop Feuchtgebiete um den Weiher Engetweiler - Erhebungsbogen - Daten- und Kartendienst der LUBW. Abgerufen am 8. Mai 2025.
9. ↑  Tabelle: Biotop Weiher bei Furt Fläche - Erhebungsbogen - Daten- und Kartendienst der LUBW. Abgerufen am 8. Mai 2025.
10. ↑  Tabelle: Biotop Feldhecke N Poppenhaus und Feldgehölze in Furtmühle - Erhebungsbogen - Daten- und Kartendienst der LUBW. Abgerufen am 8. Mai 2025.
11. ↑  Tabelle: Biotop Feuchtgebiet S Oberurbach - Erhebungsbogen - Daten- und Kartendienst der LUBW. Abgerufen am 8. Mai 2025.
12. ↑  Tabelle: Biotop Nasswiese nordöstl. Volkertshaus - Erhebungsbogen - Daten- und Kartendienst der LUBW. Abgerufen am 8. Mai 2025.
13. ↑  Tabelle: Biotop Feldhecken S Mittelurbach - Erhebungsbogen - Daten- und Kartendienst der LUBW. Abgerufen am 8. Mai 2025.
14. ↑  Tabelle: Biotop Magerrasen entlang der Bahnlinie N Unterurbach - Erhebungsbogen - Daten- und Kartendienst der LUBW. Abgerufen am 8. Mai 2025.
15. ↑  Tabelle: Biotop Feldhecke im Kurgebiet S Bad Waldsee - Erhebungsbogen - Daten- und Kartendienst der LUBW. Abgerufen am 8. Mai 2025.
16. ↑  Tabelle: Biotop Schlossee in Bad Waldsee - Erhebungsbogen - Daten- und Kartendienst der LUBW. Abgerufen am 8. Mai 2025.
17. ↑  Tabelle: Biotop Feuchtbrachen im Wiesental s.w. Steinach - Erhebungsbogen - Daten- und Kartendienst der LUBW. Abgerufen am 8. Mai 2025.
18. ↑  Tabelle: Biotop Nasswiese s Untermöllenbronn - Erhebungsbogen - Daten- und Kartendienst der LUBW. Abgerufen am 8. Mai 2025.
19. ↑  Tabelle: Steinacher Ried Datenauswertebogen - Daten- und Kartendienst der LUBW. Abgerufen am 14. April 2025.
20. ↑  Tabelle: Biotop Steinach W Tannweiler - Erhebungsbogen - Daten- und Kartendienst der LUBW. Abgerufen am 14. April 2025.
21. ↑  Tabelle: Biotop Teiche W Tannweiler - Erhebungsbogen - Daten- und Kartendienst der LUBW. Abgerufen am 14. April 2025.
22. ↑  Tabelle: Biotop Steinach W Eisenfurt - Erhebungsbogen - Daten- und Kartendienst der LUBW. Abgerufen am 14. April 2025.
23. ↑  Tabelle: Biotop Quellbereiche W Eisenfurt - Erhebungsbogen - Daten- und Kartendienst der LUBW. Abgerufen am 14. April 2025.
24. ↑  Tabelle: Biotop Talaue der Steinach w. Tannweiler - Erhebungsbogen - Daten- und Kartendienst der LUBW. Abgerufen am 8. Mai 2025.
25. ↑  Tabelle: Datenauswertebogen Hägelemoos  - Daten- und Kartendienst der LUBW. Abgerufen am 14. April 2025.
26. ↑  Tabelle: Biotop Ehemalige Torfstichwälder im Steinacher Ried - Erhebungsbogen - Daten- und Kartendienst der LUBW. Abgerufen am 14. April 2025.
27. ↑  Tabelle: Biotop Torfstichwald Steinacher Ried - Erhebungsbogen - Daten- und Kartendienst der LUBW. Abgerufen am 14. April 2025.
28. ↑  Tabelle: Biotop Hochmoor-Reste Oberes Ried - Erhebungsbogen - Daten- und Kartendienst der LUBW. Abgerufen am 14. April 2025.
29. ↑  Tabelle: Biotop Fichtenwald im Oberen Ried - Erhebungsbogen - Daten- und Kartendienst der LUBW. Abgerufen am 14. April 2025.

### Sonstiges
1. ↑  Modellierte Werte nach Abfluss-BW Gewässerknoten MQ/MNQ
2. ↑  Modellierte Werte nach Abfluss-BW Gewässerknoten MQ/MNQ
3. ↑  Der Schlosssee von Bad Waldsee - Stadtentwässerung Bad Waldsee. Abgerufen am 26. April 2025.
4. ↑  Kupferdolch - Detailseite - LEO-BW. Abgerufen am 13. April 2025.
5. ↑  Karte: Kartenansicht - Daten- und Kartendienst der LUBW. Abgerufen am 13. April 2025.
6. ↑  Tabelle: Gaishauser Ried  Datenauswertebogen - Daten- und Kartendienst der LUBW. Abgerufen am 14. April 2025.
7. ↑  T 191. Abgerufen am 13. April 2025.
8. ↑  Karte: Übersichtskarte Wasserkraft - Daten- und Kartendienst der LUBW. Abgerufen am 13. April 2025.